# 杓状许水蚤
杓状许水蚤（学名：Schmackeria spatulata）为伪镖水蚤科许水蚤属的动物，是中国的特有物种。分布于广东等地，其生活环境为淡水，一般栖息于亚热带的江河中。